# General Juan Facundo Quiroga
General Juan Facundo Quiroga is een departement in de Argentijnse provincie La Rioja. Het departement (Spaans:  departamento) heeft een oppervlakte van 2.585 km² en telt 4.546 inwoners.

## Plaatsen in departement General Juan Facundo Quiroga
- El Portezuelo
- Malanzán
- Nacate
- Retamal